# Ty Panitz
Ty Panitz, né le 8 avril 1999 en Californie, est un enfant acteur américain. Il a fait ses débuts dans le film Une famille 2 en 1 (2005), est apparu depuis dans plusieurs épisodes de la série Bones et prête sa voix dans Les copains fêtent Noël (2010).

## Filmographie
Télévision
- 2005-2014 : Bones : Parker Booth (12 épisodes)
- 2009 : NCIS : Enquêtes spéciales : Jeune garçon (saison 7, épisode 9)
- 2012 : Les Experts : Miami : Austin North (saison 10, épisode 17 et 19)

Cinéma
- 2005 : Une famille 2 en 1 de Raja Gosnell : Ethan Beardsley
- 2006 : Comment manger 10 vers de terre : Woody
- 2007 : À la recherche de l'homme parfait de Michael Lehmann : Lionel Dresden
- 2009 : Stolen d'Anders Anderson : Tom Adkins Junior
- 2010 : Les copains fêtent Noël de Robert Vince : Craspouët (voix)
- 2011 : Les Copains et la Légende du chien maudit de Robert Vince : Bouh-Bouh (voix)
- 2012 : Les Copains chasseurs de trésor de Robert Vince : Mudbud (voix)
- 2013 : Les Copains super-héros de Robert Vince : Mudbud (voix)